# Mall (Gang of Four)
Mall è il quinto album in studio del gruppo musicale post-punk britannico Gang of Four, pubblicato nel 1991.

## Tracce
1. Cadillac – 5:29
2. Motel – 3:34
3. Satellite – 3:58
4. F.M.U.S.A. – 5:01
5. Don't Fix What Ain't Broke – 4:02
6. Impossible – 0:54
7. Money Talks – 3:36
8. Soul Rebel (Bob Marley cover) – 4:05
9. Hiromi & Stan Talk – 0:43
10. Colour from the Tube – 3:45
11. Hey Yeah – 3:42
12. Everybody Wants to Come – 4:01
13. World Falls Apart – 6:08